# 불도징

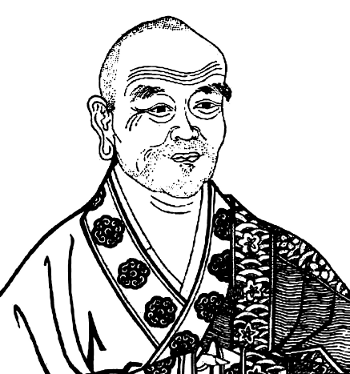

불도징(佛圖澄, 232년~348년) 또는 불도등, 부도징(浮圖澄)은 후조(後趙)시대에 활약한 서역승(西域僧)이다. 구자국(龜玆國)에서 태어나 젊어서 출가하였다. 오장국과 계빈국에서 수학하고 경전을 독송하기를 수백만어에 달하여 경전의 본의(本義)에 정통하였다 한다. 310년(서진의 영가 4년)에 뤄양(洛陽)으로 왔다. 영가의 난이 있은 뒤 백성의 괴로움을 구하기 위하여 잔인스러운 맹장이었던 석륵(石勒)을 교화하고 홍법(弘法)에 전력을 다하였다. 그는 왕의 고문이 되어 군사와 정치에도 참여하여 문화수준이 낮은 북방민족을 불교문화와 신통력으로 이끌어나갔다. 후조의 왕 석륵(石勒)과 석호(石虎)로부터 절대적인 존경과 신임을 받아서 교단과 국가와의 관계가 밀접해졌으며 후조국(後趙國) 안에 있어서의 포교는 석씨(石氏)의 후원에 의하여 강력히 추진되었다. 335년 석호가 업(河南省安陽縣)에 천도(遷都)하게 되어 그 뒤를 따랐으며 항상 계율의 엄수와 전도에 힘써 그때까지 허용되지 않았던 한인(漢人)의 출가를 허용하도록 꾀하였다. 제자에는 도안(道安)·축법태(竺法汰)·법화(法和)·법상(法常) 등이 유명하며 하북불교(河北佛敎)를 융성하게 하였다. 그가 창건한 사원은 893개이고 그의 가르침을 받은 승도(僧徒)는 1만명에 달했다고 한다. 348(영화 4년) 12월에 118세로 죽었다.

## 같이 보기
- 서역의 불교